# Santos Inocentes (banda)
Santos Inocentes fue una banda argentina de rock alternativo formada en Buenos Aires a comienzos de los años 1990.

## Historia
Santos Inocentes fue formada en 1991 por Andrés Alberti (teclados) y  Raúl Cariola (voz). Se sumaron Andrés Dussel (bajo) y Gustavo Zavala (batería) y dieron su primer show como Santos, que cambio a Santos inocentes para su segundo show. Luego de dar algunos recitales con esa formación se agregan Oscar Cariola en guitarra y Emanuel Cauvet, para reemplazar a Gustavo Zavala en la batería. Durante el año 1993 tocan en diversos recintos de la ciudad de Buenos Aires.
En 1997, Emanuel Cauvet abandona la banda y es reemplazado por Ezequiel Dasso. Ese mismo año Santos Inocentes telonea a Soda Stereo en el concierto de despedida de esa banda en el estadio de River. 
Al año siguiente editan su álbum debut que lleva el nombre de Emporio Bizarro y cuenta con la producción de Tweety González. Los cortes de difusión del disco fueron las canciones "Desaparecedor", "Microman" y "Santadélica". También en 1998 son teloneros de la banda norteamericana Green Day en Parque Sarmiento.
En el 2000 graban su segundo y último álbum, Megatón. El corte de difusión elegido fue "Rockstar", aunque el disco consta de poderosos hits como "Deja Vü", "Arco", "Delgada Sinfonía", entre otros.
En 2001, los hermanos Cariola abandonan la banda y son reemplazados por Maxi Castro (guitarra) y Axel Báez (voz). Dos años después, Dasso deja su lugar a Julián Semprini.
En 2004, la banda se separa definitivamente y cada uno sigue con sus proyectos individuales. Raúl y Osko forman 202, Andrés forma Mole junto a su hermano Charly Alberti y a Ezequiel Dasso, y Andrés Dussel y Axel Baéz forman Bonsur que se disuelve luego de un tiempo.

## Miembros
- Raúl Cariola (Mr Pop) - voz (1991-2001)
- Oscar Cariola (Osko) - guitarra (1991-2001)
- Andrés Alberti - guitarra y teclados (1991-2004)
- Andrés Dussel - bajo y violín (1991-2004)
- Emanuel Cauvet - batería (1991-1997)
- Maxi Castro - guitarra (2001-2004)
- Axel Báez - voz (2001-2004)
- Ezequiel Dasso - batería (1997-2004)

## Discografía

### EP
- Santadélica (1995)

### Álbumes
- Emporio Bizarro (1998)
- Megatón (2000)